# Jasutoši Morijama
Jasutoši Morijama (japonsky 森山 泰年 Morijama Jasutoši); * 4. srpna 1957) je bývalý japonský zápasník, reprezentant v zápase řecko-římském. V roce 1989 zvítězil a v roce 1992 a 1993 skončil třetí na mistrovství Asie. Na Asijských hrách zvítězil v roce 1986 a v roce 1990 a 1994 obsadil třetí místo. Třikrát startoval na letních olympijských hrách, pokaždé skončil již ve druhém kole.